# Franciszek Fejdych

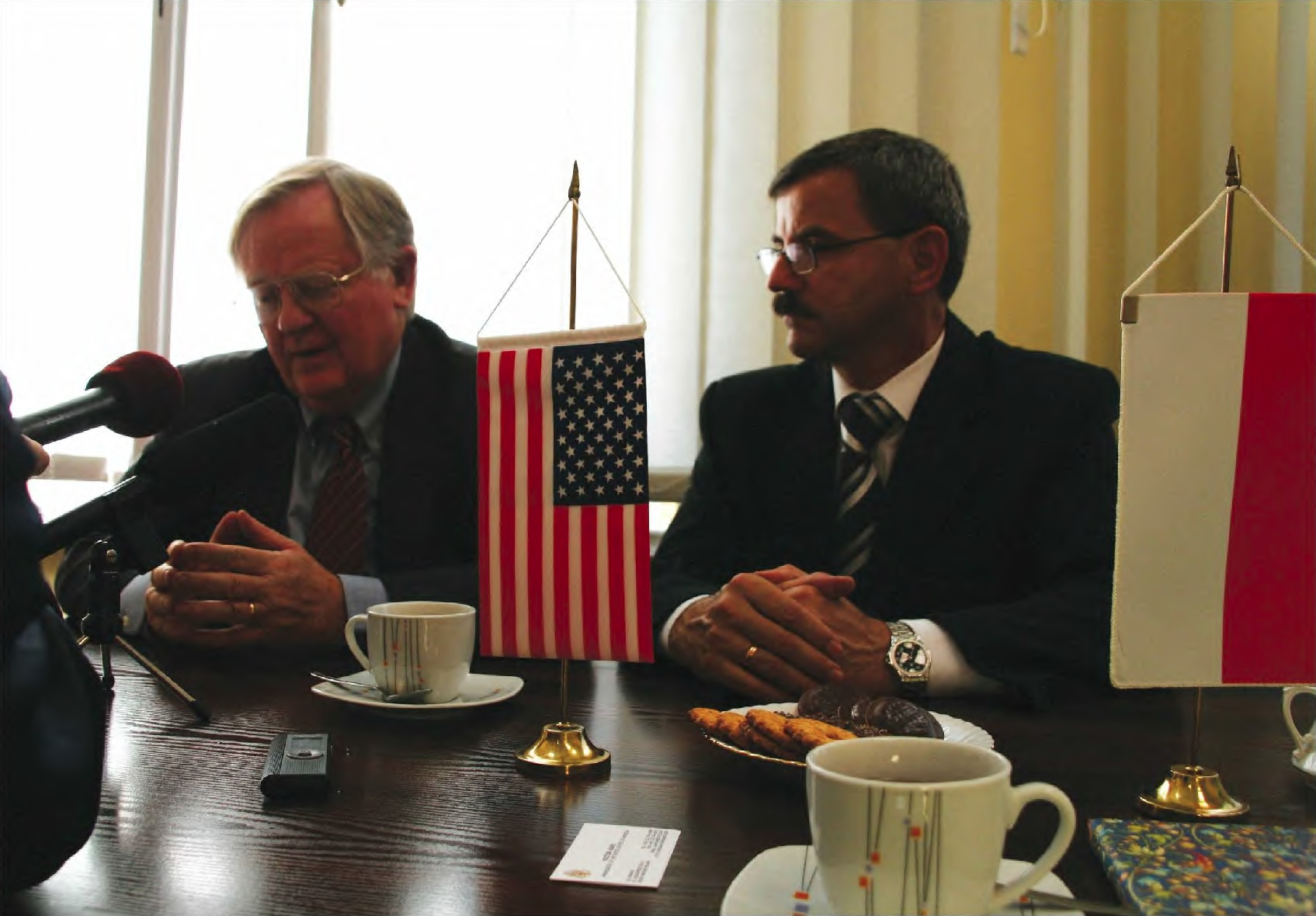
Fejdych i ambasador Stanów Zjednoczonych Victor Ashe (2008)

Franciszek Fejdych (ur. 7 sierpnia 1960 w Nysie) – polski samorządowiec, burmistrz Prudnika w latach 2006–2018, do 2021 przewodniczący Platformy Obywatelskiej w powiecie prudnickim.

## Życiorys
Urodził się 7 sierpnia 1960 w Nysie. Wychowywał się w Domaszkowicach. W 1972 wraz z rodzicami przeprowadził się do Nysy, gdzie zainteresował się sportami siłowymi. Zapisał się do sekcji karate w Nysie, był siatkarzem Stali Nysa, a także robił patent żeglarza, a później sternika jachtowego.
Pomimo zamieszkania w Nysie większość czasu spędzał na wsi – w swoich rodzinnych Domaszkowicach, a także w Niemysłowicach, gdzie wyszła za mąż jego siostra. W 1978 w Niemysłowicach poznał swoją przyszłą żonę. Ukończył technikum, a następnie uczęszczał do Wyższej Szkoły Inżynierskiej w Opolu (obecnie Politechnika Opolska). Po studiach trafił na staż do stadniny koni, potem pracował w zakładzie mechaniki w Białej, a od 1999 pełnił funkcję prezesa Spółdzielni „Pionier” w Prudniku, „wyciągając firmę znad przepaści”.
W wyniku wyborów samorządowych w 2002 otrzymał mandat radnego Rady Miejskiej w Prudniku z ramienia KWW Tylko Razem. 26 listopada 2006, kandydując z ramienia Platformy Obywatelskiej, wygrał wybory samorządowe na burmistrza miasta i gminy Prudnik, uzyskując 4640 głosów w drugiej turze. 22 listopada 2010 został wybrany na drugą kadencję uzyskując 5767 głosów i na trzecią kadencję w 2014 (3942 głosów). W 2018 przegrał wybory w drugiej turze z Grzegorzem Zawiślakiem.
W trakcie jego urzędowania w mieście m.in. otwarto Kompleks Sportowy „Sójka”, zbudowano nowy most przy ul. Batorego, otwarto zakład Henniges Automotive w halach po dawnych ZPB „Frotex”, zainicjowano budowę nowoczesnego Centrum Przesiadkowego, przeprowadzono prace konserwacyjne na rowach komunalnych w celu zabezpieczenia przeciwpowodziowego, otwarto Regionalny Inkubator Przedsiębiorczości, otwarto kino „Diana”, przeprowadzono remont willi przy ul. Kościuszki 1A (Prudnicki Ośrodek Kultury), oddano do użytku budynek z mieszkaniami komunalnymi w byłych koszarach i lokale socjalne w dawnym biurowcu w Łące Prudnickiej, otwarto nową halę targową, uruchomiono schronisko „Dąbrówka” z filią w Wieszczynie, zaadaptawono dawny dom kultury na bibliotekę miejską, oddano tzw. „małą obwodnicę” na Jasionowym Wzgórzu. Został delegatem polskiej strony Parlamentu Euroregionu Pradziad z siedzibą w Prudniku.
W 2010 otrzymał Srebrny Krzyż Zasługi. W 2019 został naczelnikiem wydziału utrzymania dróg Zarządu Dróg Wojewódzkich w Opolu. W 2021 został zastąpiony przez Radosława Roszkowskiego na stanowisku przewodniczącego Platformy Obywatelskiej w powiecie prudnickim.
W lutym 2024 zadeklarował ubieganie się o stanowisko radnego Rady Powiatu Prudnickiego w wyborach samorządowych w tym samym roku z list KWW Tak! Dla Ziemi Prudnickiej. Otrzymał 574 głosy, uzyskując mandat.

## Życie prywatne
Zamieszkał w Niemysłowicach. Ma żonę Jadwigę i syna Krzysztofa. Posiada dom z zapleczem gospodarczym. Zajmuje się hodowlą zwierząt i uprawą ziemi.

## Wyniki wyborcze
| Wybory | Komitet wyborczy   | Komitet wyborczy               | Organ                                         | Okręg         | Wynik       |
| ------ | ------------------ | ------------------------------ | --------------------------------------------- | ------------- | ----------- |
| 1998   |                    | Akcja Wyborcza Solidarność     | Rada Miejska w Prudniku                       | nr 5          | [ 25 ]      |
| 2002   |                    | Tylko Razem                    | Rada Miejska w Prudniku                       | nr 4          | 100 (4,44%) |
| 2005   |                    | Platforma Obywatelska RP       | Sejm V kadencji                               | nr 21         | 960 (0,36%) |
| 2006   | Burmistrz Prudnika | Platforma Obywatelska RP       |                                               | 1875 (19,24%) |             |
| 2006   | Burmistrz Prudnika | Platforma Obywatelska RP       | 4640 (61,64%)                                 |               |             |
| 2010   | Burmistrz Prudnika | Platforma Obywatelska RP       | 5767 (67,64%)                                 |               |             |
| 2014   | Burmistrz Prudnika | Platforma Obywatelska RP       | 3841 (43,57%)                                 |               |             |
| 2014   | Burmistrz Prudnika | Platforma Obywatelska RP       | 3942 (58,18%)                                 |               |             |
| 2018   | Burmistrz Prudnika |                                | KKW Platforma.Nowoczesna Koalicja Obywatelska | 3174 (30,21%) |             |
| 2018   | Burmistrz Prudnika | 3285 (35,79%)                  | KKW Platforma.Nowoczesna Koalicja Obywatelska |               |             |
| 2024   |                    | KWW Tak! Dla Ziemi Prudnickiej | Rada Powiatu Prudnickiego                     | nr 1          | 574 (6,78%) |